# Brusnik (Ivanjica)
Pour les articles homonymes, voir Brusnik.
Brusnik (en serbe cyrillique : Брусник) est un village de Serbie situé dans la municipalité d’Ivanjica, district de Moravica. Au recensement de 2011, il comptait 354 habitants.

## Démographie
| 1948 | 1953 | 1961 | 1971 | 1981 | 1991 | 2002 | 2011 |
| ---- | ---- | ---- | ---- | ---- | ---- | ---- | ---- |
| 827  | 882  | 916  | 846  | 644  | 489  | 436  | 354  |

|  |